# Rusłan Prowodnikow
Rusłan Michajłowicz Prowodnikow (ur. 20 stycznia 1984 w Bieriozowie) – rosyjski bokser, były mistrz świata WBO.

## Kariera zawodowa
16 marca 2013 w Carson przegrał jednogłośnie na punkty z Amerykaninem Timothym Bradleyem. 19 października tego samego roku Prowodnikow zdobył mistrzostwo świata WBO.
14 czerwca 2014 Rosjanin utracił pas w walce, którą niejednogłośnie przegrał z Chrisem Algierim. 28 listopada tego samego roku na Łużnikach w Moskwie wygrał przez techniczny nokaut w piątej rundzie w dwunastorundowej walce z Meksykaninem José Luisem Castillo (66-12-1).
18 kwietnia 2015 w  nowojorskiej Veronie przegrał niejednogłośnie na punkty 113:115, 113:115 i 114:114 z Argentyńczykiem Lucasem Matthysse (37-3, 34 KO).
11 czerwca 2016 w Veronie przegrał jednogłośnie na punkty 117-111, 116-112 i 115-113 z Amerykaninem Johnem Moliną Jr (29-6, 23 KO).